# Хейт, Хенк
Хедрикюс (Хенк) Хейт (нидерл. Hendricus "Henk" Heijt; родился 18 ноября 1952 года, Амстердам) — нидерландский футболист, завершивший игровую карьеру, выступал на позиции полузащитника. Основную часть карьеры провёл в Бельгии, где играл за команды «Остенде», «Гент» и Беерсхот ВАВ.

## Клубная карьера
Хенк Хейт является воспитанником амстердамского «Аякса»; он попал в клуб в возрасте 11 лет, а свой первый контракт заключил в июле 1972 года. В сентябре того же года 19-летний полузащитник дебютировал за основной состав, сыграв в товарищеском матче против «Блау-Зварта». Он вышел на замену в начале второго тайма, а на 70-й минуте забил гол. Встреча завершилась крупной победой «красно-белых» со счётом 7:1. В официальных матчах Хейт так и не сыграл за «Аякс».
В июле 1973 года Хенк перешёл в бельгийский «Остенде», который на тот момент выступал в третьем классе Бельгии. Через два года Хейт заключил новый контракт с клубом, тем не менее через год он оказался в «Генте».
В составе клуба Хенк выступал на протяжении пяти лет и даже становился лучшим бомбардиром команды в сезоне 1977/78, забив 10 голов. В 1980 году его команда заняла первое место во втором классе и вышла в первый — высший дивизион Бельгии. В общей сложности Хейт сыграл за «Гент» в чемпионате 129 матчей и забил 27 голов. Затем выступал за Беерсхот ВАВ, а в середине 1980-х вернулся в Нидерланды.
После завершения игровой карьеры работал тренером. С июля 2012 по июль 2014 года работал в женской команде амстердамского «Аякса», занимая должность начальника команды.

## Достижения
«Остенде»
- Победитель Третьего класса Бельгии: 1973/74

«Гент»
- Победитель Второго класса Бельгии: 1979/80